# Климент Заров
 Тази статия е за българския революционер.  За архитекта от Република Македония вижте Климент Заров (архитект).  
Климент Велянов Заров с псевдоним Чучупейков е български предприемач и революционер, деец на Вътрешната македоно-одринска революционна организация.

## Биография
Климент Заров е роден през 1848 година в град Охрид, тогава в Османската империя, днес в Северна Македония в семейството на търговеца Велян (1815 - 1862) и Деспина Зарови. Произхожда от много стария охридски род Зарови (Зариови). Възрожденецът Кузман Шапкарев споменава семейството
| „ | Зариовцы, стара и значителна на старо време кукя, отъ коя Патриарси и Владици излегвеле | “ |

През 1886 година на Илинден в дома му в Горна Порта в Охрид той и част от членовете на дружеството „Свети Климент Охридски“ Антон Кецкаров, Лев Огненов, Никола Пасхов, Никола Чудов, Яким Деребанов, Иван Лимончев и Анастас и Христо Маджарови участват в създаването на революционен кръжок. Дружеството изпраща Климент Заров в София да образува клон от същото между охридчани с цел да подпомагат бедните ученици с учебници. Членовете на кръжока обикалят селата в Охридската каза и агитират населението да отваря училища и да използва по-активно временното разрешение на османските власти да се въоръжава срещу върлуващите по това време албански разбойници. Климент Заров е активен деец срещу сръбската и гръцката пропаганда в Македония.
В 1887 година издава в София „Карта на град Охрид и околността му“, на която е и автор. Пътува в България (1887, 1889-1890), Сърбия (1889), Русия (1889) и Румъния (1890), за да събира дарения за охридските български училища.
Климент Заров влиза във ВМОРО още в 1894 година. В края на 1901 година е избран за член на Охридския околийски революционен комитет. Заров изготвя проекта за знамето на охридските въстаници което днес се пази в Националния военноисторически музей в София. Занимава се с търговия и притежава фабрика за преработка на риби, продавани в Османската империя, България, Сърбия, Австрия и другаде. Климент Заров е председател на Българската матица в Охрид, основана на 22 юли 1912 г.
Убит е в 1915 година от сръбските власти по пътя Охрид – Дебър.
Климент Заров е женен за Фания Кецкарова (1863 - 1884), а след смъртта ѝ се жени за Аспасия от Поградец.
През 1942 година, синът му Иван Заров е член на Охридската общогражданска фондация „Свети Климент Охридски“.